# Protestlied
Een protestlied is een lied dat de maatschappij op de hak neemt, met het doel deze te veranderen. Bekende protestzangers zijn Woody Guthrie, Pete Seeger en Bob Dylan, en in Nederland en België ook Armand en Boudewijn de Groot.
Strijdmuziek is een iets bredere term voor geëngageerde muziek, waar zowel liederen als instrumentale muziekstukken onder vallen. Deze wat klassiekere naam voor protestmuziek wordt gecategoriseerd in de strijdcultuur.

## Ontstaan

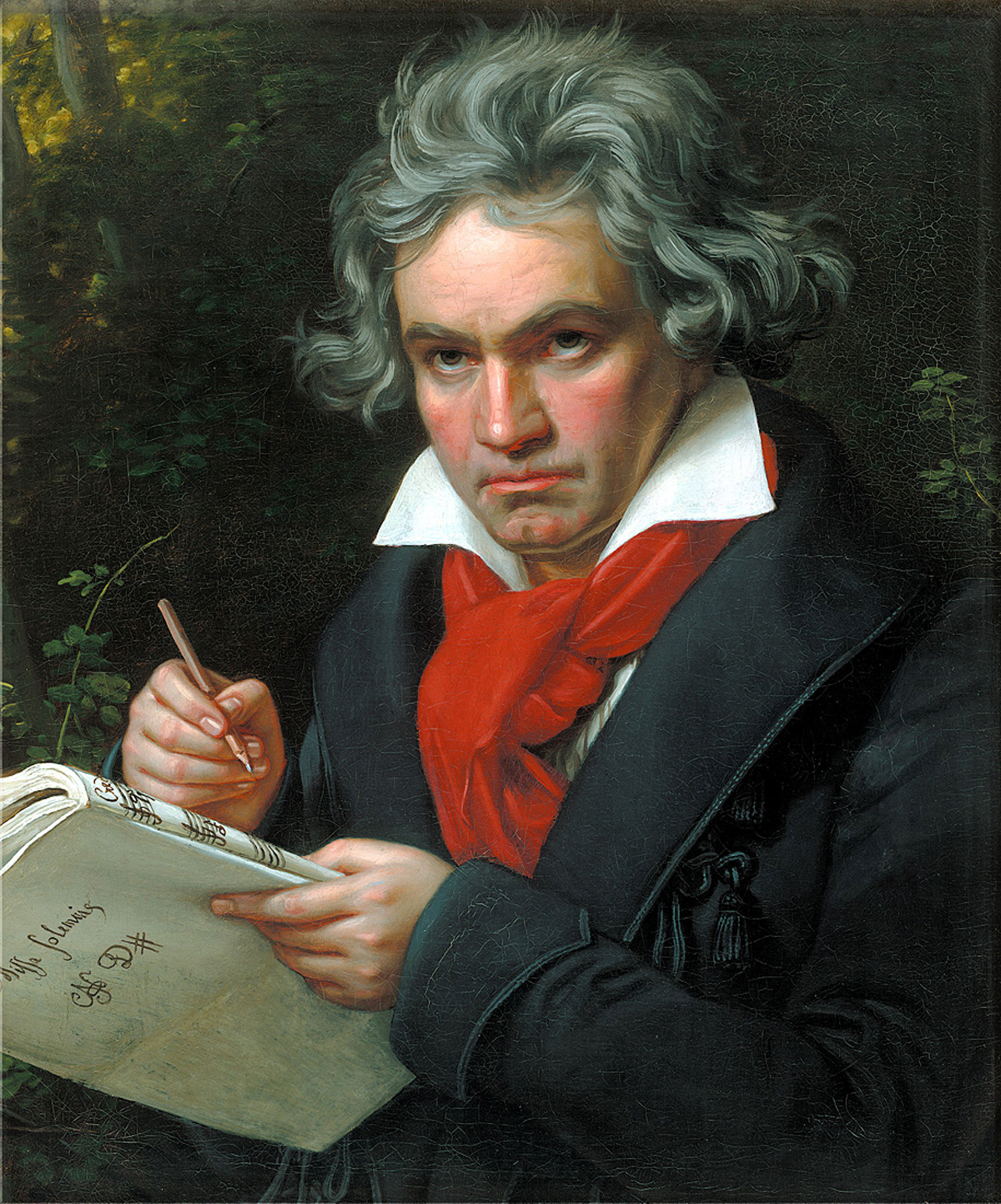
Ludwig van Beethoven

De barokmuziek vertoonde al de eerste tekenen van protest. Ludwig van Beethoven componeerde in 1804 het fameuze stuk Eroica, over de oorlog tussen Frankrijk en Oostenrijk. Hij zat tijdens de bombardementen in Wenen beangstigd in de kelder bij zijn broer, terwijl hij zijn - toch al zo beschadigde - oren beschermde tegen het geluid. In Eroica geeft Beethoven zijn gevoel van woede, angst en verdriet weer. Een ander belangrijk protesterend klassiek stuk is 'Leningrad' van Dmitri Sjostakovitsj, waarin de componist zijn woede uit over de omsingeling van Leningrad door de Duitsers. 'Leningrad' was onderdeel van een trilogie over de Tweede Wereldoorlog. Het derde deel uit deze trilogie is geschreven in 1945, na het bombardement op Hiroshima. Sjostakovitsj toont hierin nog maar weinig optimisme, en is vooral boos vanwege het voeren van zinloze en lege oorlogen.

### Folk
Folkmuziek is het eerste muziekgenre waarin protestliederen een serieus onderdeel vormen. In de Amerikaanse Onafhankelijkheidsoorlog en gedurende de abolitionistische periode van de 19e eeuw werd protesterende folkmuziek gemaakt, in de Amerikaanse Burgeroorlog (1861-1865) was 'We shall overcome' een bekend protestlied. Laatstgenoemde nummer is gospel, gezongen door zwarte vrouwen, en daardoor extra opvallend.
Het grootste deel van de Ierse folkmuziek kan ook onder protestliederen geschaard worden. Omdat dit muziekgenre zo oud is, wordt er in deze teksten veel geklaagd over de Engelse overheersing in Ierland. In de refreinen van veel folkmuziek komen de namen IRA en Sinn Féin voor. De Ierse folkmuziek die zich expliciet tegen Engeland keert, noemt men Ierse rebel-muziek.
In de jaren 30 ontstond de Grote Depressie in de Verenigde Staten. Zanger Woody Guthrie was een van de slachtoffers van deze depressie. Hij was niet meer in staat zijn gezin te onderhouden en probeerde daarom vanuit Texas naar Californië te vluchten. Tijdens deze reis nam hij enkele politieke en sociale standpunten in, die hij gebruikte in de liedteksten van onder andere Do Re Mi en I ain't got no home. Hoewel Guthrie's muziek voornamelijk folk, gecombineerd met country was, vormde hij een inspiratiebron voor onder anderen Pete Seeger, met wie hij later de folkgroep Almanac Singers oprichtte, en later ook voor Bob Dylan.

### Blues
Ook de meeste bluesmuzikanten zijn niet onbekend met protestliederen. Aan het eind van de 19e eeuw zochten Amerikaanse slaven een manier om zich te uiten. Hiervoor combineerden zij gospel, wat zij al kenden, met de westerse muziek die zij op de plantages te horen kregen. Het resultaat was de blues: een swingende, ritmische muziekstijl met melancholische teksten. Onderlinge afspraakjes zorgden ervoor dat simpele woordjes als 'hark' door de zwarte menigte beschouwd werd als 'zot'. Zodoende werden bewakers en andere blanken uit volle borst uitgescholden, zonder dat daar sancties tegenover stonden. Ook onderwerpen als seks, alcohol en drugs worden veel bezongen in de bluesmuziek, en ook deze termen werden vaak verborgen in andere woordjes.

## Jaren 60 en jaren 70

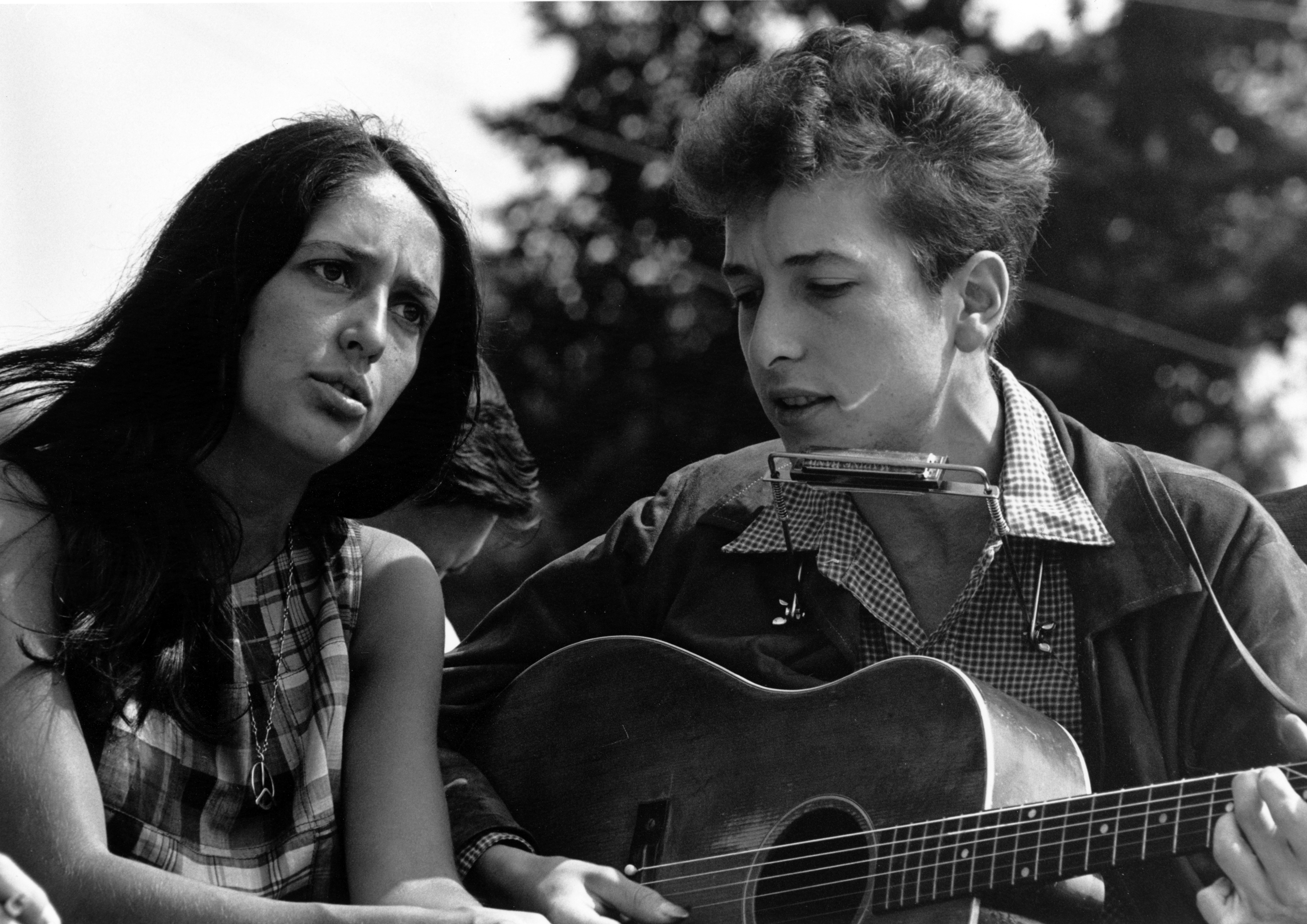
Joan Baez & Bob Dylan in 1963

In de jaren 60 en 70 van de twintigste eeuw werd protest een belangrijk onderdeel van het leven. Hippies, ook wel de 'protestgeneratie' genoemd, pleitten voor vrede en verdraagzaamheid, en zetten zich af tegen de conservatieve ideeën van hun ouders. Muziek was hiervan een zeer belangrijke component.
Bob Dylan is een van de eerste protestzangers uit de popmuziek en wellicht de bekendste en succesvolste ooit. Zijn teksten zijn poëtisch, maar toch zeer maatschappijkritisch. Zijn eerste succesnummer, 'Blowin' in the Wind' uit 1963, spreekt het verlangen naar een betere wereld uit, evenals The Times They Are a-Changin' uit 1964. De teksten van deze en andere nummers van Dylan zijn zo abstract dat een algemene zeggingskracht bereikt wordt. Dylan schreef ook protestsongs over specifieke gebeurtenissen, waarvan de bekendste voorbeelden zijn te vinden op het album The Times They Are a-Changin' uit 1964. Folkachtige instrumenten als de akoestische gitaar en de mondharmonica zijn in Dylan's liederen aanvankelijk erg belangrijk. Ook artiesten als Janis Joplin, Joan Baez en Richie Havens nemen die invloeden uit de folkmuziek mee in hun eigen muziek. Iets later in het hippietijdperk drongen de geëngageerde teksten door in psychedelische muziek, zoals die van Pink Floyd (met nummers als Have a Cigar en The Wall) en de popmuziek van onder anderen John Lennon, met Give Peace A Chance en Imagine.
Ook Country Joe and the Fish liet zich kritisch uit over de maatschappij. Op een sarcastische, doch zeer dringende manier zongen zij in het nummer 'I-Feel-Like-I'm-Fixin'-to-Die Rag':
And its 1,2,3 what are we fightin for?
Don't ask me I don't give a damn, the next stop is Vietnam,
and its 5,6,7 open up the pearly gates. Well there aint no time to wonder why...WHOPEE we're all gunna die.

### Woodstock
Het grootste rockfestival uit de jaren 60, Woodstock, had als slogan 'Three days of peace and music'. Drie dagen lang traden belangrijke hippie-bands op, die de vrede verkondigden en voor anarchisme pleitten. Belangrijke protestzanger hierbij was Richie Havens, die een eigen improvisatie op het nummer 'Motherless Child' speelde, waarin hij het woord 'Freedom' constant herhaalde. Ook speelde hij 'Handsome Johnny', over een soldaat in de Vietnamoorlog. Het succes van deze kritische teksten bleek, toen zowel 'Freedom' als 'Handsome Johnny' een internationale hit werd. Ook Jimi Hendrix liet, hoewel iets subtieler, zijn ongenoegen blijken over de gevestigde orde. Hij speelde een vrij ruige, gedesoriënteerde rockversie van het Amerikaanse volkslied, 'The Star-Spangled Banner' als protest tegen de Vietnamoorlog. Hendrix zelf zei in een interview bij het televisieprogramma "The Dick Cavett Show" dat dit totaal niet het geval was. I thought it was beautiful, zei hij.

## Nederlandse en Vlaamse protestzangers
In 1966 valt de Nederlandse zanger Boudewijn de Groot op met het liedje 'Welterusten mijnheer de president', over de soldaten in Vietnam. Op een sarcastische manier zingt hij over de president, die over lijken gaat voor geld en macht. Het nummer staat twaalf weken lang in de Nederlandse Top 40 en is tot op heden een belangrijk nummer voor de nederpop en het Nederlandse protestlied. In navolging hierop kwamen Boudewijn de Groot en Lennaert Nijgh samen met nog meer protestliedjes op de proppen. Zij inspireren hiermee onder anderen Armand en Robert Long.
De afgelopen tien jaar heeft de Drentse bluesband Skik een aantal protestliederen geschreven. Osdorp Posse is sinds 1989 in Nederland actief en heeft sindsdien tientallen, meestal vrij agressieve nummers gerapt over onder andere de media, prostitutie en religie.
Ook in Vlaanderen bleven de protestliederen niet onopgemerkt. Ferre Grignard werd bekend met zijn hippieachtige uiterlijk en zijn nonchalante protestliedjes. In de jaren 1960 waren vooral Miek en Roel ook de Vlaamse protestzangers. Wannes Van de Velde en Willem Vermandere hebben eveneens als protestzanger veel succes gehad; de eerste met maatschappelijke teksten, de tweede met herkenbare en kritische liedjes over dingen van alledag. Jef Elbers deed aan Vlaamse politiek activisme en zong in het Brussels dialect over de kleine Vlaamse man.
In juni 2008 namen Zita Swoon en Raymond van het Groenewoud de Wappersong op.

## Protestliederen vanaf 1980
Vanaf ongeveer 1980, toen het hippietijdperk langzaam voorbij gesudderd was, leken de protestliederen ook hun langste tijd te hebben gehad. Hoewel hier minder aandacht aan werd besteed, werd er echter nog altijd maatschappijkritische muziek geleverd. Guns N' Roses had redelijk veel succes met het nummer 'Civil War', over burgeroorlogen. De Australische rockband Midnight Oil vestigde de aandacht op de manier waarop Aboriginals richting reservaten werden verdreven. The Boomtown Rats en U2 waren zich ook bewust van de problemen in de wereld, en probeerden deze middels hun muziek aan de kaak te stellen. Vanaf 1984, toen Band Aid zijn intrede deed in de popmuziek, werd een belangrijk onderwerp voor protestliederen de armoede in Afrika. Michael Jackson en Lionel Richie schreven samen het nummer 'We Are the World', en lieten dit uitvoeren door de benefietgroep USA for Africa. In dit nummer wordt vooral gevraagd ons meer bezig te houden met het lot van anderen. In 1985 organiseerde Bob Geldof Live Aid, een speciaal concert voor de Afrikanen die in hongersnood verkeerden. Ook Bruce Springsteen heeft zich op dat vlak laten gelden, vooral zijn nummer "War" is daar een goed voorbeeld van. Ook de metalband Megadeth staat bekend om zijn kritische teksten. Voorbeelden hiervan zijn: Holy Wars... The Punishment Due, Countdown to Extinction, Set The World Afire en Washington is Next!.

### Hedendaags muzikaal protest
Tegenwoordig richten ook veel hiphop-artiesten zich op het schrijven van protestliederen. Het nummer 'Zinloos' van Lange Frans & Baas B werd in 2004 in Nederland zeer populair, vooral toen er, na de dood van columnist Theo van Gogh, een speciaal couplet over deze moord aan werd toegevoegd. Internationaal laat Ms. Dynamite flink van zich horen. Zij rapt voornamelijk over sociale wantoestanden, en treedt regelmatig op op benefietconcerten. Maar ook meer onbekende rappers als Immortal Technique en King Geedorah protesteren tegen onrecht in de maatschappij. Op het gebied van rock- en popmuziek zijn het tegenwoordig vooral de indiebands die zich met protesten bezighouden. Een voorbeeld daarvan is het nummer '16 Military Wives' van The Decemberists.
Live 8, het vervolg op Live Aid, werd in juli 2005 uitgevoerd om de G8-top, die enkele dagen later in Edinburgh samen zou komen, onder druk te zetten, om er zo voor te zorgen dat zij zich ook meer bezig zouden gaan houden met de situatie in Afrika. Hoewel er op dit concert vrijwel geen protestliederen werden vertolkt, was het doel ervan wel dat muziek de wereld zou verbeteren.
Ook in 2005 gaf Brian Eno te kennen een concert te geven met de Arabische rocksterren Rachid Taha, Imogen Heap en Nitin Sawhney. Behalve het promoten van de Arabische rock, is het Eno's doel om met deze concerten de kloof tussen de Westerse en de Arabische wereld te verkleinen. De optredens zelf worden gegeven in naam van de 'Stop the War Coalition', die zich tegen de Irakoorlog heeft gekeerd.
Als gevolg van het Ibiza-schandaal waarin FPÖ-leider Heinz-Christian Strache een corrupte deal wilde sluiten met een Russische investeerder, werd We're going to Ibiza! in mei 2019 na twintig jaar populair in Oostenrijk. Het groeide uit tot een protestlied tegen het rechts-populisme en werd een nummer 1-hit. Een ander protestlied is Two Worlds van de Duitse symfonische-metalband Xandria uit 2023. Er wordt onder meer aandacht besteed aan op dat moment actuele onderwerpen, zoals de klimaatcrisis, oorlogen en nepnieuws. Ook het nummer Universal is deels een protestlied.